# Mitsuke
Mitsuke (jap. 見附市, -shi) ist eine Stadt im Landesinneren der Präfektur Niigata auf Honshū, der Hauptinsel von Japan.

## Geographie
Mitsuke liegt südlich von Niigata und nördlich von Nagaoka.

## Geschichte
Die Stadt Mitsuke wurde am 31. März 1954 gegründet.

## Verkehr
- Zug:
  - JR-Shinetsu-Linie
- Straße:
  - Nationalstraße 8
  - Nationalstraße 17

## Angrenzende Städte und Gemeinden

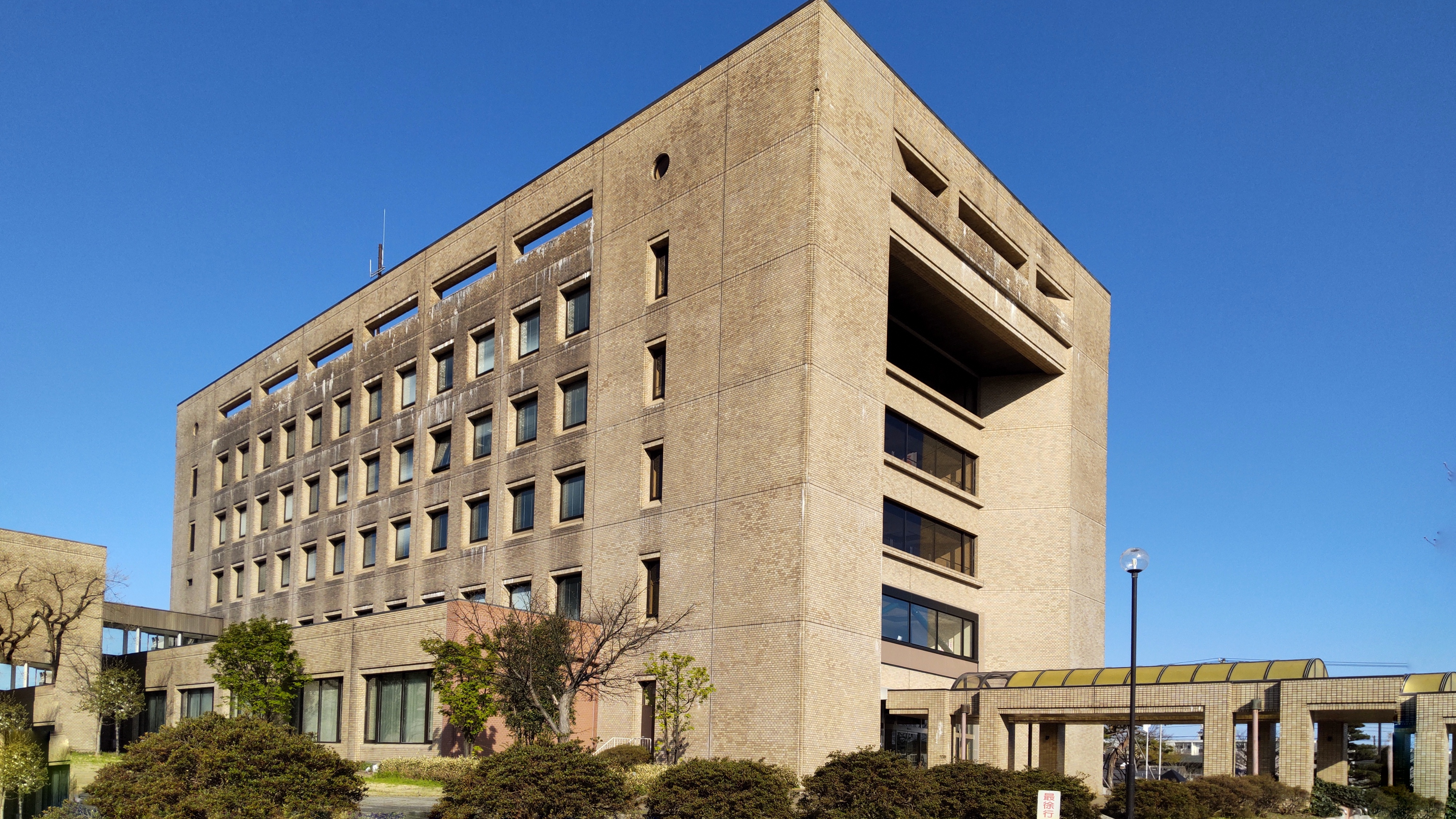
Rathaus

- Sanjō
- Nagaoka

## Persönlichkeiten
- Kazuki Kozuka (* 1994), Fußballspieler